# Gregory Saavedra
Gregory Saavedra Morales (Santiago, 11 de febrero de 1989) es un futbolista chileno. Juega como portero. 

## Carrera
Jugador proveniente de las divisiones inferiores de la Unión Española, fue promovido al plantel de honor el 2008 siendo el tercer portero del equipo.
Después de un tiempo en la cuadra hispana es enviado a préstamo en el Club Deportes Temuco para la temporada 2011 en el campeonato de la Tercera División del fútbol chileno, club que en ese momento fue dirigido por el exportero nacional, Sergio Vargas.
Luego recala para ser el arquero titular del equipo de Trasandino otro equipo de Tercera división transformándose en su tercer equipo, para la temporada 2012

## Selección nacional
Integró el plantel de la selección de fútbol sub-18 que se coronó campeona del Torneo João Havelange, realizado en febrero de 2009 en México.
También formó parte del elenco que participó en el Campeonato Sudamericano Sub-20 de 2009, realizado en Venezuela.
Eduardo Berizzo lo nominó para participar con la selección chilena sub-23 B que jugó el torneo de Kuala Lumpur, Malasia, en mayo de 2008.

## Clubes
| Club               | País  | Año       |
| ------------------ | ----- | --------- |
| Unión Española     | Chile | 2008-2010 |
| Deportes Temuco    | Chile | 2011      |
| Trasandino         | Chile | 2012-2013 |
| Barnechea          | Chile | 2013-2016 |
| Deportes Melipilla | Chile | 2016-2017 |
| Deportes Pintana   | Chile | 2017      |

- Datos: Q5885635